# Siward Barn
Siward Barn (fl. XI secolo) (in Lingua inglese antica Sigeweard Bearn) fu un Thegn e un proprietario terriero che fece diverse azioni militari, di lui si ha notizia perché compare nelle cronache dell'epoca dove è descritto come un ribelle che si unì alla resistenza del nord contro Guglielmo I d'Inghilterra a seguito della Conquista normanna dell'Inghilterra.
La sua resistenza continuò fino alla sua cattura all'Isola di Ely insieme a Æthelwine, vescovo di Durham († 1072), Morcar ed Hereward il Fuorilegge come citato nella Cronaca anglosassone. Le proprietà che gli vennero confiscate nel nord e nel centro dell'Inghilterra sono menzionate nel Domesday Book e vennero donate ad Henry de Ferrers, padre di Robert de Ferrers, I conte di Derby (1062 circa-1139).
Siward venne catturato nel 1071 e rimase in catene almeno fino al 1087 quando Guglielmo ormai prossimo alla morte ne ordinò il rilascio, da qua in poi non vi sono prove certe circa l'ultima parte della sua vita, alcuni storici vogliono che abbia chiuso la sua carriera nella Guardia variaga al servizio di Alessio I Comneno. Questa teoria si basa sull'esistenza di una colonia, menzionata in alcuni testi, che sarebbe sorta sul Mar Nero per mano di alcuni rifugiati inglesi e che venne chiamata Nuova Inghilterra.

## Biografia
Per gli storici identificare con certezza le origini di Siward è difficile perché a metà dell'XI secolo ve n'erano diversi in Inghilterra di uomini con lo stesso nome, altri omonimi erano per esempio Siward Maldon e Siward Grossus entrambi ricchi e con un buon numero di terre proprio come lui. Il cronista Orderico Vitale scrisse che quando Guglielmo I d'Inghilterra andò a Barking, Morcar, che era stato conte di Northumbria, il fratello Edwin di Mercia, Copsi, conte di Northumbria, Eadric il Selvaggio e Thurkil di Limis andarono a sottomettersi al nuovo re insieme a Ealdred and Siward, figli di Æthelgar nipoti (di nonno o di zio?) di Re Edoardo. Lo storico Edward Augustus Freeman insieme ad altri colleghi crede che questo Siward possa essere Barn presumendo che questi discendesse da Uchtred l'Ardito ed Ælfgifu una delle figlie di Etelredo II d'Inghilterra, padre di Edoardo il Confessore. Siward viene menzionato nella cronaca Ecclesiastical History come un proprietario terriero dello Shropshire che era collegato alla fondazione dell'abbazia di Shrewsbury, ma altri storici vogliono che questo Siward fosse in realtà Siward Grossus che sarebbe stato uno dei figli di Æthelgar nati dal suo matrimonio con una delle figlie di Eadric Streona che era a sua volta sposato con Eadgyth una delle figlie di Etelredo.
Altri storici vogliono che Siward sia nato nella famiglia dei conti di Northumbria, forse imparentato con lo stesso Siward, conte di Northumbria, altri lo vogliono invece imparentato con un altro conte di Northumbria, Gospatric, mentre altri ancora rigettano queste teorie guardando all'origine danese del suo nome.

### Il ribelle
Nel 1068 al nord scoppiò una rivolta di cui sono noti pochi dettagli, ma fu seria abbastanza da preoccupare Guglielmo da spingerlo ad andare a nord ed iniziare le costruzioni dei castelli di Warwick, Nottingham, York, Lincoln, di Huntingdon e quello di Cambridge. All'inizio del 1069 Gospatric fuggì apparentemente in Scozia e Guglielmo appuntò nuovo conte di Northumbria Robert de Comines, un uomo proveniente dalla Piccardia. In quell'inverno gli inglesi uccisero i due custodi normanni del castello di York e intrappolarono lo sceriffo William Malet dentro al castello e Guglielmo fu costretto nuovamente a salire al nord per liberare Malet e nominare dei nuovi custodi. I capi della rivolta erano fra gli altri Edgardo Atheling, pretendente al trono, e Gospatric oltre a molti altri nobili di Northumbria.
In autunno Sweyn II di Danimarca e il fratello Osbjorn fecero la loro comparsa sulle coste inglesi ed è da qui che il coinvolgimento di Siward è documentato, secondo Orderico Siward era fra coloro che si unirono ai danesi e la rappresaglia che fece Guglielmo fu devastante, alla fine Guglielmo ebbe la meglio sui rivoltosi e sui danesi.
Siward nell'estate del 1070 era presso l'abbazia di Wearmouth-Jarrow insieme ad altri rivoltosi mentre Guglielmo marciava coi suoi uomini sul Tyne, nella sua marcia Guglielmo bruciò la chiesa di Jarrow, ma non attaccò gli uomini di Edgardo. L'Historia Regum riporta che Siward andò in Scozia mentre altri si rifugiarono sull'Isola di Ely, quando poi anche lui vi si diresse venne catturato con i complici ribelli dagli uomini di Guglielmo.
Già dal 1086 o prima molte delle terre di Siward erano state ripartite da Guglielmo presso i suoi sostenitori fra cui anche Henry de Ferrers, padre del futuro primo conte di Derby, terre che secondo il Domesday Book erano davvero ingenti con molti castelli sparsi in diverse contee. Nel 1087 con l'approssimarsi della morte Guglielmo liberò diversi prigionieri fra cui anche Siward e questa è l'ultima notazione coeva affidabile che esiste su di lui.

### Il colono?[Titolo fuori standard]
Alcuni storici moderni ritengono che Siward abbia poi lasciato l'Inghilterra per entrare nella Guardia variaga al servizio di Alessio I Comneno. Queste teorie si basano su due cronache, una francese del XIII secolo, la Chronicon Laudunensis e un'altra islandese del XIV secolo, la Játvarðar Saga in cui entrambe parlano di un gruppo di coloni inglesi che lasciarono la patria per sfuggire ai normanni e che fondarono una colonia sul Mar Nero chiamata Nuova Inghilterra e la Játvarðar Saga menziona Siward quale loro capo.
Siward e i suoi uomini avrebbero aiutato l'Imperatore bizantino a trarsi fuori da un assedio e in seguito offrì loro un posto dentro la Guardia variaga, entrambi i testi dicono che Siward espresse il loro desiderio di avere della terra ed Alessio parlò loro di un pezzo di terra che era stato dell'impero, ma che ora era in mano ai pagani. Alessio donò quelle terre a Siward e ai suoi uomini che partirono per metterle sotto il loro controllo, questo posto avrebbe dovuto essere a sei giorni a nord o nordest di Costantinopoli, quindi dalle parti della Crimea o del Mar d'Azov. Fu lì quindi, sconfitti i pagani che sorse la Nuova Inghilterra, la Chronicon sostiene che alla lunga gli inglesi si ribellarono ai bizantini divenendo pirati.